# 漫威影業：創作大本營
《漫威影業：創作大本營》（英語：Marvel Studios: Assembled）是一部美國超級英雄類型的電視紀錄片，每集包括漫威電影宇宙系列電影或系列影集的其中一個項目的幕後製作花絮，並採訪主要演員和創意團隊。
《漫威影業：創作大本營》於2021年3月12日在Disney+首播，此後的每部特輯於電影上映或影集完結之後播出。

## 劇情
每集包括漫威電影宇宙系列電影或系列影集的其中一個項目的幕後製作花絮，並採訪主要演員和創意團隊，探索該項目的製作過程。

## 集數

### 第四階段
| 集數 | 標題                                | 導演            | 編劇                             | 上線日期       |
| ---- | ----------------------------------- | --------------- | -------------------------------- | -------------- |
| 1    | 《汪達幻視》製作特輯                | 布拉德福德·巴魯 | 梅根·萊昂                        | 2021年3月12日  |
| 2    | 《獵鷹與酷寒戰士》製作特輯          | 布拉德福德·巴魯 | 梅根·萊昂                        | 2021年4月30日  |
| 3    | 《洛基》製作特輯                    | 布拉德福德·巴魯 | 梅根·萊昂                        | 2021年7月21日  |
| 4    | 《黑寡婦》製作特輯                  | 布拉德福德·巴魯 | 布蘭頓·科文頓                    | 2021年10月20日 |
| 5    | 《無限可能：假如…？》製作特輯       | 布拉德福德·巴魯 | 梅根·萊昂                        | 2021年10月27日 |
| 6    | 《尚氣與十環傳奇》製作特輯          | 布拉德福德·巴魯 | 阿米爾·舒克里、傑森·希爾豪斯     | 2021年11月12日 |
| 7    | 《鷹眼》製作特輯                    | 布拉德福德·巴魯 | 梅根·萊昂                        | 2022年2月9日   |
| 8    | 《永恆族》製作特輯                  | 布拉德利·霍根   | 查理維斯·尼克                    | 2022年2月16日  |
| 9    | 《月光騎士》製作特輯                | 布拉德福德·巴魯 | 阿米爾·舒克里、傑森·希爾豪斯     | 2022年5月25日  |
| 10   | 《奇異博士2：失控多元宇宙》製作特輯 | 布拉德福德·巴魯 | 史蒂夫·艾金斯                    | 2022年7月2日   |
| 11   | 《驚奇少女》製作特輯                | 布拉德福德·巴魯 | 梅根·萊昂                        | 2022年8月3日   |
| 12   | 《雷神索爾：愛與雷霆》製作特輯      | 布拉德福德·巴魯 | 布蘭登·貝斯頓海德、布蘭頓·科文頓 | 2022年9月8日   |
| 13   | 《律師女浩克》製作特輯              | 布拉德福德·巴魯 | 梅根·萊昂                        | 2022年11月3日  |
| 14   | 《黑豹2：瓦干達萬歲》製作特輯       | 布拉德福德·巴魯 | 布蘭登·貝斯頓海德、布蘭頓·科文頓 | 2023年2月8日   |

### 第五階段
| 集數 | 標題                               | 導演            | 編劇                                        | 上線日期       |
| ---- | ---------------------------------- | --------------- | ------------------------------------------- | -------------- |
| 15   | 《蟻人與黃蜂女：量子狂熱》製作特輯 | 布拉德福德·巴魯 | 布蘭登·貝斯頓海德、布蘭頓·科文頓            | 2023年7月19日  |
| 16   | 《星際異攻隊3》製作特輯            | 布拉德福德·巴魯 | 梅根·萊昂                                   | 2023年9月13日  |
| 17   | 《秘密入侵》製作特輯               | 布拉德福德·巴魯 | 梅根·萊昂、布蘭登·貝斯頓海德、布蘭頓·科文頓 | 2023年9月20日  |
| 18   | 《洛基：第二季》製作特輯           | 布拉德福德·巴魯 | 梅根·萊昂                                   | 2023年11月22日 |
| 19   | 《迴聲》製作特輯                   | 布拉德福德·巴魯 | 布蘭登·貝斯頓海德、布蘭頓·科文頓            | 2024年1月31日  |
| 20   | 《Marvel隊長2》製作特輯            | -               | 謝西·拉圖                                   | 2024年2月7日   |
| 21   | 《變種特攻 '97》製作特輯           | 布拉德福德·巴魯 | 梅根·萊昂                                   | 2024年5月22日  |
| 22   | 《死侍與狼人》製作特輯             | 布拉德福德·巴魯 | 梅根·萊昂                                   | 2024年11月12日 |
| 23   | 《女巫阿嘉莎》製作特輯             | 布拉德福德·巴魯 | 梅根·萊昂                                   | 2024年11月13日 |

## 製作
2021年2月，迪士尼宣佈製作電視紀錄片《漫威影業：創作大本營》，其中數集分別以影集《汪達幻視》、《獵鷹與酷寒戰士》、《洛基》、《鷹眼》和電影《黑寡婦》為主題。影評人認為這部紀錄片類似於漫威影業推出的姊妹項目《漫威影業：傳奇角色》，分別在電影上映或影集播出前後釋出，方便觀眾迅速了解漫威電影宇宙中的各角色背景和相互關係，類似於《星際大戰》真人影集《曼達洛人》的紀錄片《迪士尼展廊：曼達洛人》。

## 發行
《漫威影業：創作大本營》於2021年3月12日在Disney+首播，此後的每部特輯於電影上映或影集完結之後播出。

## 資料來源
1. 1 2 3  Paige, Rachel. . Marvel.com. 2021-02-16  [2021-02-16]. （原始内容存档于2021-02-16） （美国英语）.
2. ↑  Ridgely, Charlie. . ComicBook.com. 2022-01-18  [2022-01-18]. （原始内容存档于2022-01-19） （美国英语）.
3. 1 2  Bui, Hoai-Tran. . /Film. 2021-02-16  [2021-02-16]. （原始内容存档于2021-02-16） （美国英语）.
4. ↑  Gemmill, Allie. . Collider. 2021-02-16  [2021-02-16]. （原始内容存档于2021-02-16） （美国英语）.

## 外部連結
- 官方网站
- 互联网电影数据库（IMDb）上《漫威影業：創作大本營》的资料（英文）
- 在Disney+上觀看《漫威影業：創作大本營》